# Ruslans Nakoņečnijs
Ruslans Nakoņečnijs (ur. 21 kwietnia 1989 roku w Doniecku) – łotewsko-ukraiński pięcioboista, olimpijczyk, uczestnik Letnich Igrzysk Olimpijskich w Rio de Janeiro. 

## Kariera

### Osiągnięcia
| Rok  | Impreza            | Miejsce | Punkty |
| ---- | ------------------ | ------- | ------ |
| 2015 | Złoty Świt         | 38      | 1121   |
| 2016 | Mistrzostwa Świata | 14      | 1466   |
| 2016 | Złoty Świt         | 8       | 1422   |

### Igrzyska olimpijskie
Brał udział w Igrzyskach w Rio de Janeiro. W klasyfikacji końcowej zajął 28 miejsce.
| Szermierka | Szermierka | Szermierka | Pływanie | Pływanie | Pływanie | Jazda konna | Jazda konna | Jazda konna | Kombinacja: strzelanie/bieg przełajowy | Kombinacja: strzelanie/bieg przełajowy | Kombinacja: strzelanie/bieg przełajowy | Suma punktów | Pozycja |
| Wynik      | M.         | Punkty     | Czas     | M.       | Punkty   | Kary        | M.          | Punkty      | Czas                                   | M.                                     | Punkty                                 | Suma punktów | Pozycja |
| ---------- | ---------- | ---------- | -------- | -------- | -------- | ----------- | ----------- | ----------- | -------------------------------------- | -------------------------------------- | -------------------------------------- | ------------ | ------- |
| 13/35      | 30.        | 180        | 2:03,83  | 16.      | 329      | 28          | 26.         | 272         | 11:35,70                               | 21.                                    | 605                                    | 1386         | 28.     |

## Życie prywatne
Jest żonaty, ma córkę. 

## Źródła
- UIPM (Strona ukraińska)
- UIPM (Strona łotewska)
- http://skaties.lv/tema/ruslans-nakonecnijs/
- http://www.latvia.eu/lv/latvians-rio